# 韩式烤五花肉

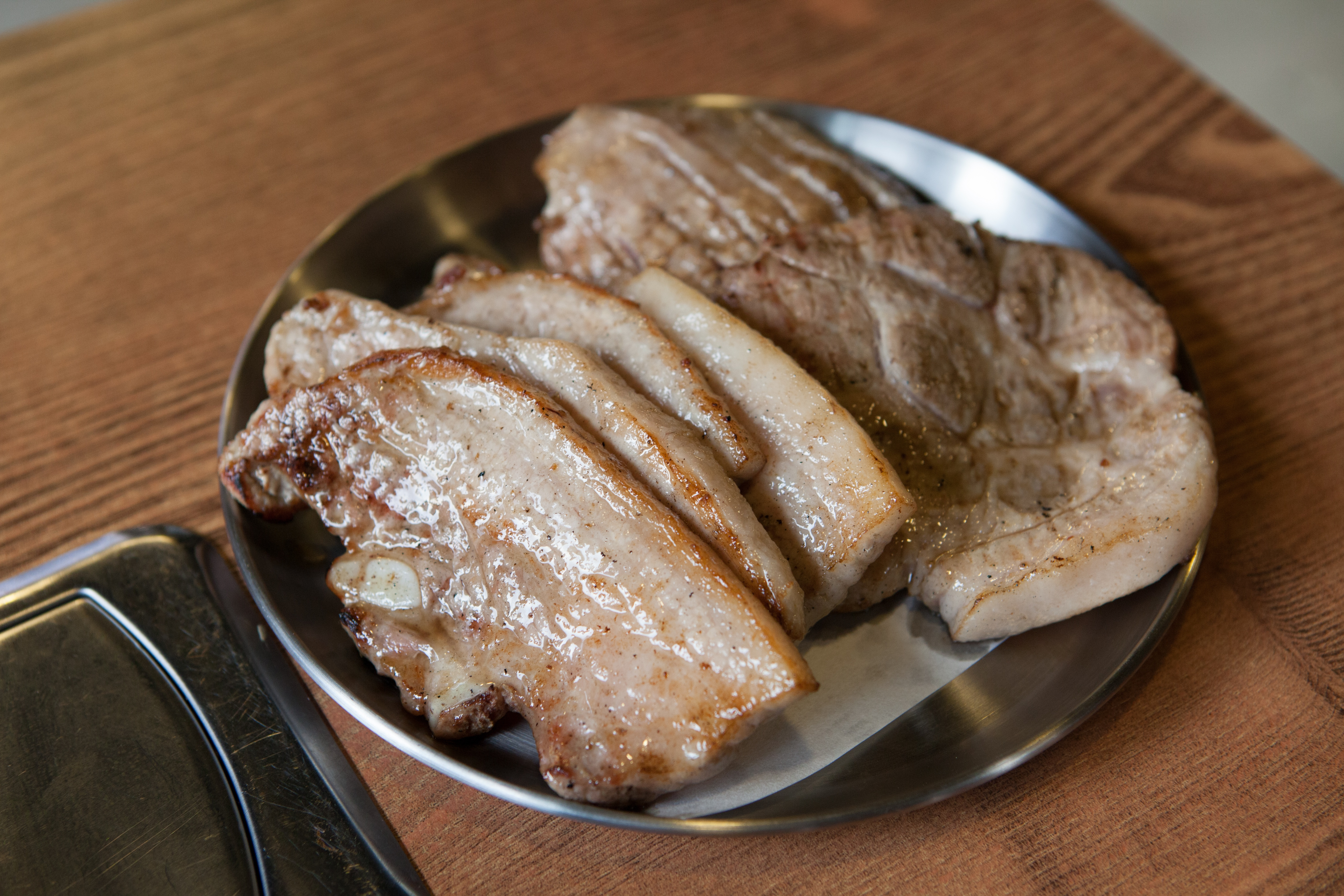
韩式烤五花肉

韩式烤五花肉（삼겹살구이，Samgyeopsal-gui），又叫韓式燒五花肉、韓式燒豬腩、韓式燒五花腩，是源自朝鮮半島的一種菜餚，韓國人將五花腩切成細塊，並用燒肉醬汁醃味，再拿到炭爐上面燒熟（或者拿去煎熟），食用五花肉時可以用生菜包住並配合白飯一起食用。